# Stade Martínez-Valero
 (juillet 2025).
Si vous disposez d'ouvrages ou d'articles de référence ou si vous connaissez des sites web de qualité traitant du thème abordé ici, merci de compléter l'article en donnant les références utiles à sa vérifiabilité et en les liant à la section « Notes et références ».
Le stade Martínez Valero (en espagnol : Estadio Martínez Valero) est l'enceinte sportive de la ville d'Elche (Espagne) qui accueille l'équipe de football de l'Elche CF.
Le stade porte le nom de Manuel Martínez Valero, qui fut président de l'entité de 1962 à 1967 et de 1971 à 1982.
Il fut construit en 1976 par l'architecte Juan Boix Matarredona, et il est le stade le plus grand de la province d'Alicante avec une capacité d'accueil de 36 017 personnes.
Le stade a accueilli trois matches de poules lors de la coupe du monde de football de 1982 : Hongrie - Salvador (dont le score final, 10-1, détient le record du nombre de buts dans une rencontre de coupe du monde); Belgique - Salvador ; Belgique - Hongrie.

## Histoire
Le stade est inauguré le 8 septembre 1976, avec un match amical entre l'Elche CF et l'équipe nationale du Mexique.
Lors du Mondial de 1982, célébré en Espagne, le stade se nommait Nuevo estadio et pouvait accueillir 50 000 spectateurs, soit l'un des plus grands stades d'Espagne à l'époque.

## Événements
- Trofeo Festa d'Elx
- Coupe du monde de football de 1982
- Finale de la Coupe d'Espagne de football, 28 juin 2003

## Galerie

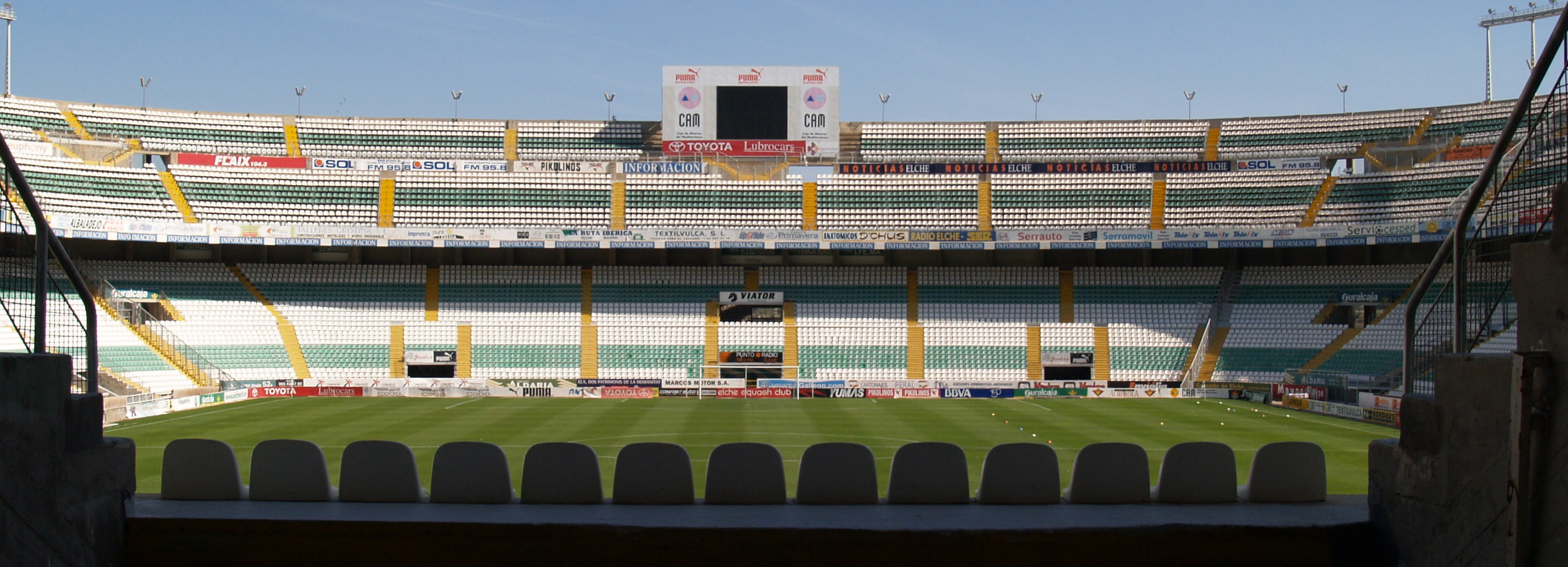
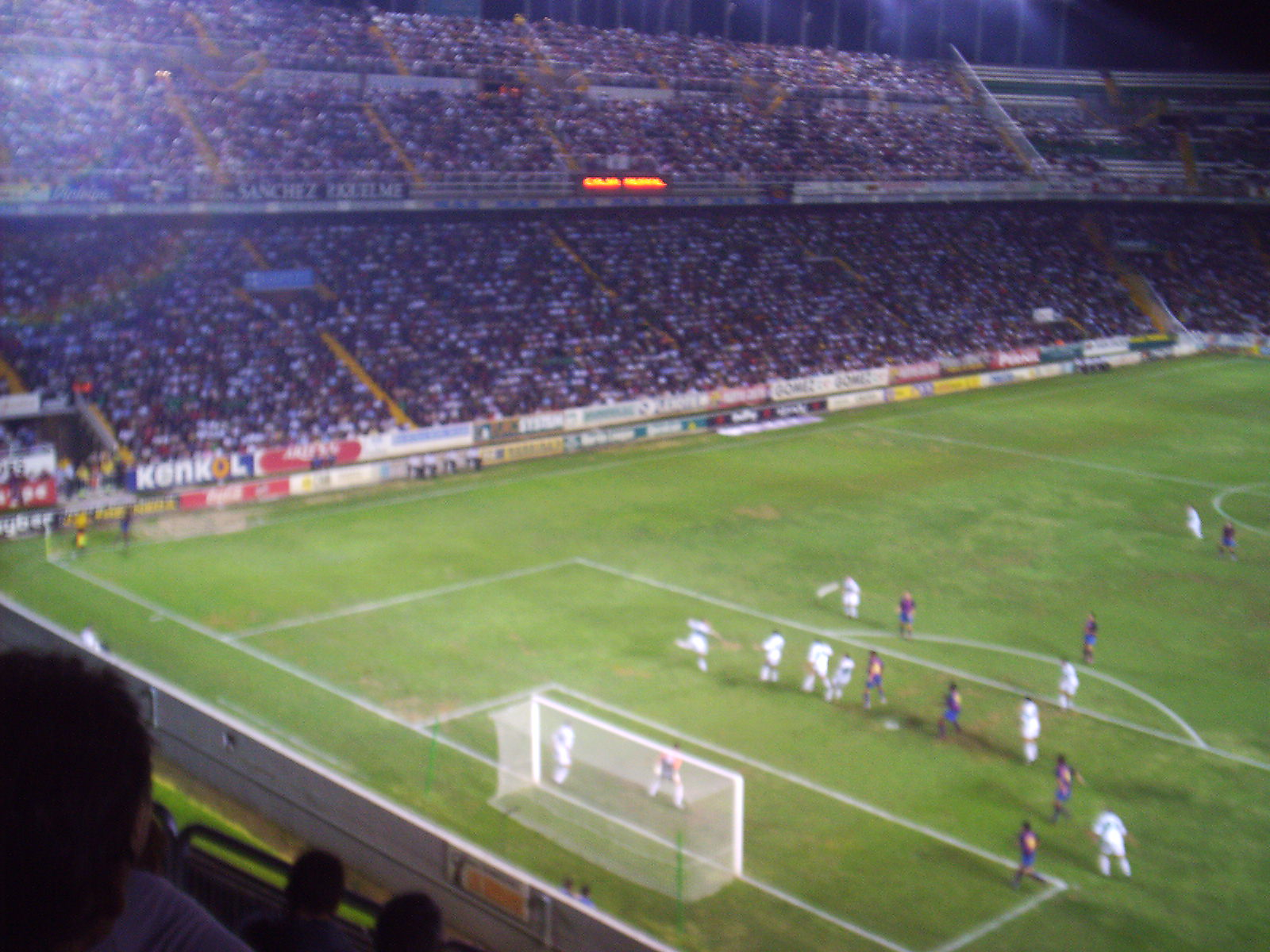